# Marián Čišovský
Marián Čišovský (Homonna, 1979. november 2. – 2020. június 28.) válogatott szlovák labdarúgó, hátvéd, olimpikon.

## Pályafutása

### Klubcsapatban
1996 és 1999 között az 1. HFC Humenné, 1999 és 2004 között az Inter Bratislava, 2004–05-ben az MŠK Žilina, 2006 és 2008 között az Artmedia Petržalka labdarúgója volt. Az Interrel kettő-kettő, a Petržalkával egy-egy bajnoki címet és szlovákkupa-győzelmet ért el. 2008 és 2011 között a román a Politehnica Timișoara, 2011 és 2014 között a cseh Viktoria Plzeň játékosa volt. A Viktoriával egy cseh bajnoki címet és szuperkupa-győzelmet szerzett.
2014-ben amiotrófiás laterálszklerózist diagnosztizáltak nála és vissza kellett vonulnia az aktív labdarúgástól. 2020. június 28-án 40 évesen hunyt el a betegség következtében.

### A válogatottban
2000-ben két alkalommal szerepelt a szlovák olimpiai válogatottban. Tagja volt a 2000-es sydney-i olimpiai játékokon részt vevő csapatnak. 2002 és 2013 között 15 alkalommal szerepelt a szlovák válogatottban.

## Sikerei, díjai
Inter Bratislava
- Szlovák bajnokság
  - bajnok (2): 1999–00, 2000–01
- Szlovák kupa
  - győztes (2): 2000, 2001

 Artmedia Petržalka
- Szlovák bajnokság
  - bajnok: 2007–08
- Szlovák kupa
  - győztes: 2008

 Viktoria Plzeň
- Cseh bajnokság
  - bajnok: 2012–13
- Cseh szuperkupa
  - győztes: 2011